# (18961) Hampfreeman
(18961) Hampfreeman (2000 QR140) – planetoida z pasa głównego asteroid okrążająca Słońce w ciągu 3,71 lat w średniej odległości 2,4 j.a. Odkryta 31 sierpnia 2000 roku.